# Princ manžel
Princ manžel (někdy princ konsort, a princ choť, anglicky prince consort) je manžel vládnoucí panovnice, v některých případech i titul užívaný tímto manželem.
Protože z historických důvodů titul „král“ stojí protokolárně nad „královnou“, může činit problém udělení titulu král nevládnoucímu manželovi (zastiňoval by svoji panující choť). Samotný výraz „princ manžel“ byl poprvé použit roku 1703. Jako zvláštní titul (Prince Consort) byl udělen například manželovi královny Viktorie roku 1857. Historicky nebylo obvyklé, že by královský úřad zastávala žena a manžel by nevládl (naopak to bylo běžné a svatbou žena přijímala ženské ekvivalenty titulů manžela), proto dodnes řada monarchií nemá upraveno postavení nevládnoucího prince manžela v rámci královské rodiny (a není tomu tak ani ve Spojeném království).
V některých monarchiích může nevládnoucí manžel přijmout titul krále bez vladařských funkcí (ve Španělsku se František Cádizský stal králem sňatkem), v Portugalsku se stával manžel královny králem po narození dítěte (Ferdinand II.). V ostatních případech manžel užívá prostě titul „princ“ (nemá tak nárok na oslovení Veličenstvo apod.). Vedle prince Alberta pro alespoň částečné zvýraznění postavení nosil zvláštní titul „princ manžel“ princ Henrik v Dánsku (Prinsgemal, v letech 2005–2016).

## Princové manželé
- Albert Sasko-Kobursko-Gothajský – po svatbě s britskou královnou Viktorií v roce 1840 mu náleželo oslovení Jeho královská Výsost, princ Albert Sasko-Kobursko-Gothajský, vévoda saský (His Royal Highness Prince Albert of Saxe-Coburg and Gotha, Duke of Saxony). Královně Viktorii se nepodařilo prosadit udělení titulu krále, jako jistou náhradu získal v roce 1857 zvláštní titul (Jeho královská Výsost, princ manžel).
- Claus van Amsberg – vzal si roku 1966 nizozemskou královnu Beatrix. Od svatby do smrti mu náleželo oslovení JKV princ Claus Nizozemský, jonkheer van Amsberg (Zijne Koninklijke Hoogheid Prins Claus der Nederlanden, jonkheer van Amsberg)
- princ Philip, vévoda z Edinburghu – vzal si budoucí britskou královnu Alžbětu II., od roku 1952 (nastoupení královny) mu náleželo jméno s oslovením JKV princ Filip, vévoda z Edinburghu (His Royal Highness The Prince Philip, Duke of Edinburgh)
- princ Henrik – si vzal roku 1967 dánskou královnu Markétu II. Nejprve mu náleželo jméno s oslovením JKV princ Henrik Dánský (Hans Kongelige Højhed Prins Henrik af Danmark)[3], v roce 2005 mu byl přiznán titul prince manžela (Hans Kongelige Højhed Prinsgemalen), kterého se v roce 2016 vzdal